# Faunis arcesilaus
Faunis arcesilaus är en fjärilsart som beskrevs av Fabricius 1787. Faunis arcesilaus ingår i släktet Faunis och familjen praktfjärilar. Inga underarter finns listade i Catalogue of Life.

## Bildgalleri

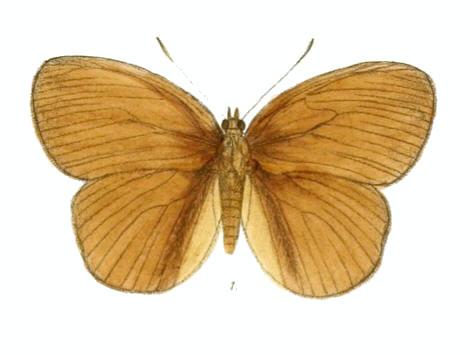
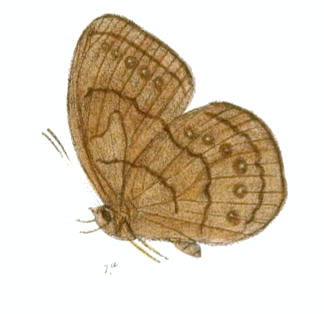
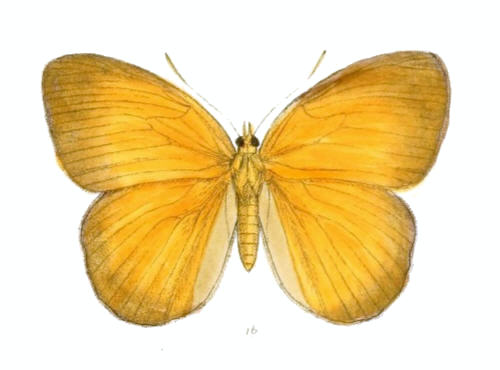
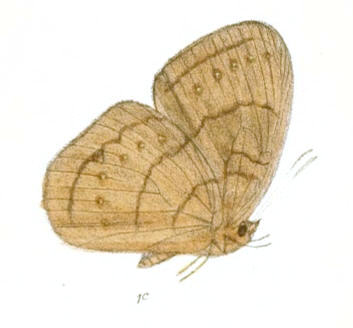